# Agrotis pteroglauca
Agrotis pteroglauca är en fjärilsart som beskrevs av Beutelspacher 1983. Agrotis pteroglauca ingår i släktet Agrotis och familjen nattflyn. Inga underarter finns listade i Catalogue of Life.